# Rainbow story
「Rainbow story」（レインボー・ストーリー）は、日本のアコースティックバンド、ロクセンチのスタジオ・アルバムである。2007年1月24日にFIVE D plusより発売された。

## 概要
ロクセンチ初のオリジナル・フル・アルバム。インディーズ時代の楽曲、メジャーで発売されたシングルが収録された他、「レイトショーを観に行こう」が、フル・ヴァージョンで収録されている。

## 収録曲
1. rainbow life
2. マドレーヌ
メジャー第1弾シングル。
3. 友達じゃないから
4. えらい人になってしまおう
5. レイトショーを観に行こう(Full ver.)
FM802 2005年10月ヘヴィー・ローテーション。
2006ワーナー・マイカル・シネマズ「レイトショー」テーマソング。
関西テレビ「バリサン」エンディングテーマ。
6. 飼い猫デイジー
7. 渋谷love
8. 明日の見える場所
9. 降られ男
10. きみんちにいく
11. 夕凪オレンジ
メジャー第2弾シングル。
12. my life your life
メジャー第3弾シングル。
13. ビオラ